# Lista de condados da Ilha do Príncipe Eduardo
A província canadense da Ilha do Príncipe Eduardo tem três condados que historicamente têm sido usados como divisões administrativas para o governo provincial e, antes da Confederação (em 1873), para o governo colonial.
O atual sistema de divisão de terras na Ilha do Príncipe Eduardo, incluindo seus três condados, data de uma série de pesquisas realizadas em 1764-65 pelo capitão holandês Samuel Holland, do Corpo de Engenheiros Reais do Exército Britânico. A pesquisa do holandês dividiu a ilha dividida em três condados, cada um dos quais tinha uma "realeza" (ou cidade do condado) como sede do condado. O resto do condado fora da realeza foi subdividido em paróquias para a Igreja da Inglaterra, medindo aproximadamente 60.000 acres ou 240 quilômetros quadrados; as paróquias foram subdivididas em municipalidades medindo aproximadamente 81 quilômetros quadrados.
Os condados, na atualidade, não são mais usados como limites administrativos para o governo provincial, no entanto, eles continuam a ser usados como divisões censitárias pela Statistics Canada para fins estatísticos na administração do censo canadense.

## Lista de condados
| Condado            | Sede atual    | População (2016) | População (2011) | Mudança | Área de terra (km²) | Densidade populacional (/km²) |
| ------------------ | ------------- | ---------------- | ---------------- | ------- | ------------------- | ----------------------------- |
| Kings              | Georgetown    | 17.160           | 17.990           | −4.6%   | 1.686,34            | 10.2                          |
| Prince             | Summerside    | 43.730           | 44.348           | −1.4%   | 1.979,21            | 22.1                          |
| Queens             | Charlottetown | 82.017           | 77.866           | +5.3%   | 2.020,48            | 40.6                          |
| Total dos condados | —             | 142.907          | 140.204          | +1.9%   | 5.686,03            | 25.1                          |